# Ahausen (Weyhe)
Ahausen ist der kleinste Ortsteil der niedersächsischen Gemeinde Weyhe im Landkreis Diepholz. Ahausen hat 162 Einwohner (Stand 2023).

## Geografie und Beschreibung
Die Ortschaft befindet sich zwischen Dreye und Riede (Landkreis Verden) an der Haupteinfallstraße L 331 links der Weser nach Bremen. Der Anfangsbuchstabe A kommt aus dem mittelniederdeutschen Aha/Ahe und bedeutet Wasser/Strom. A-hausen heißt also „(bei den) Häusern am Wasser“ – das Dorf lag vor der Weserbegradigung direkt am alten Weserbogen, und daher rührt auch der Name Alte Weser seines immer noch größten Sees. Ahausen teilt sich auf in den Alten Dorfkern nördlich der Landstraße, der geprägt ist durch seine entlang der Ahauser Straße gelegenen Bauernhöfe, die aber größtenteils gegen Ende des 20. Jahrhunderts den Betrieb aufgegeben haben. Südlich der Hauptstraße befindet sich die Siedlung Bei der Ziegelei.
Ahausen hat weder Geschäfte, Lokale noch öffentliche Einrichtungen. Hinter dem Weserdeich in Richtung Dreye, schon auf Sudweyher Gebiet, befindet sich ein Jachthafen im Wieltsee, einem Baggersee mit Weserzugang. Am Ortsausgang nach Riede zweigt eine Straße zum Campingplatz Am Bollerholz ab. Dieser liegt sehr ruhig in einem Weserbogen. Des Weiteren verfügt Ahausen über mehrere Badeseen und einige „Mini-Strände“ an der inzwischen wieder recht sauberen und langsamer dahinfließenden Weser. Ein besonderer See ist die kleine Franzosenkuhle am Ortsausgang nach Riede. Er ist als Kolk nach einem Deichbruch entstanden. Dort sollen der Legende nach zwei Soldaten Napoleons eines Winters bei der Verfolgung eines Mädchens mit ihren schweren Pferden eingebrochen und ertrunken sein.

## Geschichte
Ahausen ist landwirtschaftlich geprägt. 1250 wurde Ahusen erstmals urkundlich erwähnt. In den 1970er Jahren schlossen die einzigen beiden gewerblichen Betriebe, die Ziegelei und die Stellmacherei, deren Gerätschaften und Produkte zu Teilen im Museumsdorf Cloppenburg und im Heimatmuseum in Syke zu besichtigen sind. Von 1683 bis 1969 hatte Ahausen auch eine eigene Schule. Sie war zunächst im Haus des Brinksitzers Koch untergebracht. Ab 1838 gab es ein eigenständiges Schulgebäude, das 1945 im Zweiten Weltkrieg zerstört wurde. 1949 wieder aufgebaut, wurde die Schule 1969 geschlossen. Die Ahauser Kinder wurden danach in Sudweyhe unterrichtet. 1974 wurde das Dorf aufgrund der Gebietsreform ein Teil der Gemeinde Weyhe. Vorher war Ahausen ein Teil der Gemeinde Sudweyhe.
Seit 2008 dürfen die Kinder der Ortsteile Ahausen und Dreye die KGS Kirchweyhe besuchen. Diese Schule ist jetzt Regelschule.

## Bevölkerungsentwicklung
Am 31. Dezember 2005 hatte Ahausen 187 Einwohner. Damit ist Ahausen der Weyher Ortsteil mit der geringsten Einwohnerzahl. Mit einem Altersdurchschnitt von 45,77 Jahren im Jahre 2009 – das waren genau 3 Jahre mehr als Weyhe – ist Ahausen mit Abstand der Ortsteil mit der ältesten Bevölkerung der Gesamtgemeinde. Der Nachbar-Ortsteil Dreye mit seinen Neubaugebieten hat hingegen mit 41,06 Jahren die durchschnittlich jüngste Bevölkerung. Ahausen ist der Ortsteil mit der am stärksten sinkenden Bevölkerungszahl in Weyhe. Von 1999 bis 2009 nahm sie über 10 % ab – ein Wert, den in der Gemeinde nur das kleine Jeebel fast erreicht. Die beiden großen Ortsteile Kirchweyhe und Leeste wachsen demgegenüber um 4 % bzw. 2 %.

## Politik
Bei der Bundestagswahl 2005 haben über 100 Wähler eher ungewöhnlich gewählt – die Zweitstimmenverteilung auf die Parteien:
- SPD 32 % – CDU 27,3 % – GRÜNE 16 % – Die Linke.WASG 14,1 % – FDP 9,4 %

## Baudenkmale

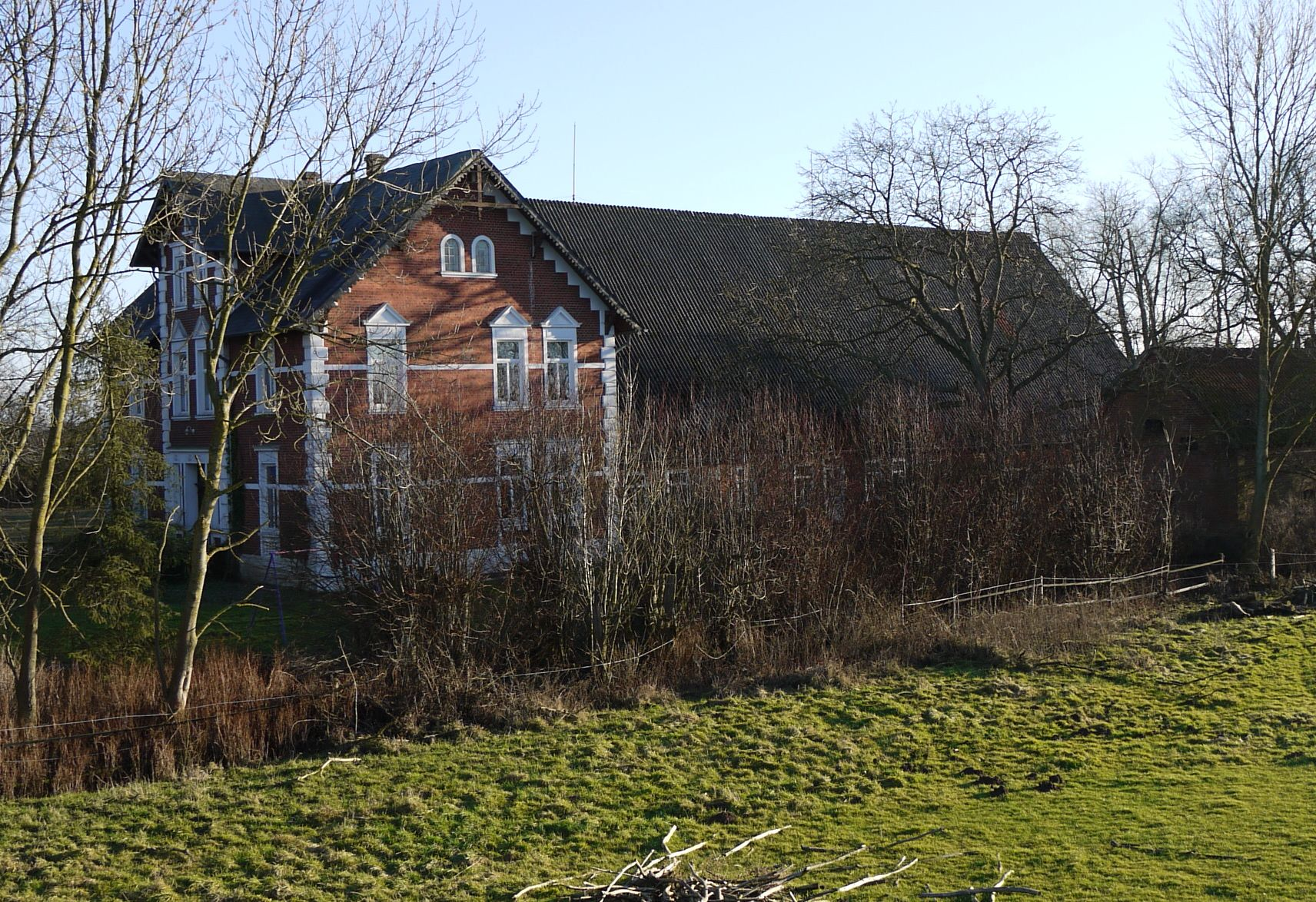
Ehemaliger Hof Lehmkuhl (Rieder Str. 59; 2019)

In der Liste der Baudenkmale in Weyhe ist für Ahausen ein Baudenkmal aufgeführt:
- Das Wohn-/ Wirtschaftsgebäude mit Wohnhaus (ehemaliger Hof Lehmkuhl; Rieder Str. 59) wurde 1838 erbaut.

- Gedenkstein für Mariechen Lehmkuhl

Der Gedenkstein wurde im Jahr 1925 eingeweiht und von den Eltern der am 2. September 1924 in Ahausen getöteten Mariechen Lehmkuhl errichtet. Er befindet sich in Ahausen in der Rieder Straße gegenüber der Hofeinfahrt mit der Hausnummer 59 und ist ein Granitfindling. Im Jahr 2004 wurde er restauriert und in der Nähe des früheren Stand- und Tatortes wieder errichtet.